# Le Système Victoria
Pour plus de détails, voir Fiche technique et Distribution.
Le Système Victoria est un film dramatique français réalisé par Sylvain Desclous et sorti en 2024,.

## Synopsis
David, directeur de travaux, supervise le chantier complexe d’une tour emblématique à La Défense. Confronté à des retards majeurs, à la pression constante des investisseurs et à l’épuisement de ses équipes, il mène une existence dominée par l’urgence et les responsabilités. Sa vie bascule lorsqu’il rencontre Victoria, directrice des ressources humaines d’une grande multinationale. Ambitieuse et indépendante, elle incarne tout ce qui semble lui échapper. Fasciné par sa liberté et son audace, David se laisse entraîner dans une relation qui bouleverse ses repères.

## Fiche technique
Sauf indication contraire, les informations mentionnées dans cette section peuvent être confirmées par les bases de données cinématographiques IMDb et Allociné,  présentes dans la section « Liens externes ».
- Titre original : Le Système Victoria
- Réalisation : Sylvain Desclous
- Scénario : Sylvain Desclous, Laurette Polmanss, Éric Reinhardt et Lauren Lazin
- Musique : Florencia Di Concilio
- Décors : Catalina Labra
- Costumes : Elisa Ingrassia
- Photographie : Inès Tabarin
- Son : Alexis Farou, Hugo Fernandez, Amélie Canini et Christophe Vingtrinier
- Montage : Isabelle Poudevigne
- Production : David Gauquié, Julien Deris, Kristina Larsen et Manuel Chiche
  - Production associée : Violaine Barbaroux et Jean-Luc Ormières
- Société de production : Cinéfrance Studios et Les Films du Lendemain
- Société de distribution : The Jokers Films et France Télévisions
- Budget : 2,4 millions d'euros[3]
- Pays de production :  France
- Langue originale : français
- Format : couleur — 2,39:1 — son 5.1
- Genre : Drame
- Durée : 101 minutes
- Dates de sortie :
  - France : 
    - 29 août 2024 (Angoulême)
    - 5 mars 2025 (en salles)

## Distribution
- Damien Bonnard : David Kolski
- Jeanne Balibar : Victoria Winter
- Cédric Appietto : Dominique
- Antonia Buresi : Gabrielle
- Sharif Andoura : Jean-François
- Ouassini Embarek : l'avocat des Koweitiens
- François Busnel : Laurent
- Éric Reinhardt : Yohan Winter